# Севанский национальный парк
Севанский национальный парк (арм. Սևան ազգային պարկ) — один из четырёх национальных парков Армении, основанный в 1978 году для защиты пресноводного озера Севан и прилегающих к нему территорий. Общая площадь Севанского национального парка составляет 150 100 га, из которых лишь 24 800 га занимает земная поверхность. Основными задачами парка были обозначены сохранение и воспроизводство природных ресурсов, редких и исчезающих видов растений, животных и их местообитаний, защита культурных ландшафтов и памятников истории и культуры.

## Фауна
Озеро Севан и окружающие его водно-болотные угодья служат важным остановочным пунктом для многих околоводных и водно-болотных птиц, которые задерживаются здесь во время весенних и осенних миграций. В зимние месяцы стаи лебедей, бакланов, цапель и большое количество куликов остаются здесь на зимовку. С начала XX века в окрестностях озера было зарегистрировано более 260 видов птиц, из которых 39 занесено в Красную книгу Армении. Один вид птиц — армянская чайка (Larus armenicus) — является местным эндемиком.
Данные о млекопитающих, обитающих в Севанском национальном парке, весьма скудны. Обычно упоминаются волки, шакалы, лисы, зайцы, мелкие грызуны.
В озере Севан и во впадающих в него реках обитают эндемичные виды рыб: севанский беглу (Barbus goktschaicus), севанская храмуля (Varicorhinus capoeta sevangi), севанская форель (Salmo ischchan).

## Флора
Флора парка представлена 28 видами деревьев, 42 видами кустарников, более 800 видами многолетних трав и 300 видами однолетних и двулетних растений. На территории Севанского национального парка и его защитного пояса можно встретить 23 растения, эндемичных для Армении, из которых 13 являются эндемичными для Севанского флористического района.